# Star Wars: Episódio II – Ataque dos Clones
Star Wars: Episode II – Attack of the Clones (Brasil: Star Wars: Episódio 2 – Ataque dos Clones, Star Wars: Episódio II – Ataque dos Clones ou Guerra nas Estrelas: O Ataque dos Clones; Portugal: Star Wars: Episódio II – O Ataque dos Clones, ou Star Wars: O Ataque dos Clones; PALOP: Star Wars: Episódio II – O Ataque dos Clones) é uma space opera épica americana pertencente à série de filmes Star Wars, lançada em 2002, dirigida por George Lucas e com roteiro de Lucas e Jonathan Hales. É o segundo filme da trilogia prequela de Star Wars, estrelado por Ewan McGregor, Natalie Portman, Hayden Christensen, Ian McDiarmid, Samuel L. Jackson, Christopher Lee, Temuera Morrison, Anthony Daniels, Kenny Baker, e Frank Oz.
O filme ocorre 10 anos após os acontecimentos de Star Wars Episódio I: A Ameaça Fantasma. A galáxia está à beira de uma guerra civil. Liderados por um ex-Jedi chamado Conde Dookan, milhares de sistemas planetários ameaçam deixar a República Galáctica. Após a senadora Padmé Amidala escapar de uma tentativa de assassinato, Anakin Skywalker, um aprendiz Jedi, se torna seu protetor, enquanto seu mestre Obi-Wan Kenobi, investiga o atentado contra a vida dela. Logo Anakin, Padmé, e Obi-Wan testemunham o início de uma nova ameaça à galáxia, as Guerras Clônicas.
O desenvolvimento de Ataque dos Clones começou em março de 2000, após o lançamento de A Ameaça Fantasma. Em junho de 2000, Lucas e Hales completaram o rascunho do roteiro e a fotografia principal ocorreu de junho a setembro de 2000, principalmente no Fox Studios Australia em Sydney, Austrália, com cenas adicionais filmadas na Tunísia, Espanha e Itália. Foi um dos primeiros longa-metragens filmados totalmente em um sistema de alta definição digital em 24 quadros.
Ataque dos Clones estreou mundialmente em 16 de maio de 2002. Os críticos elogiaram os efeitos visuais, figurinos, trilha sonora, sequências de ação e performance de Ewan McGregor como Obi-Wan Kenobi, mas criticaram o romance de Anakin e Padmé, os diálogos, a maioria das atuações e o ritmo do filme. Ataque dos Clones arrecadou mais de US$ 649 milhões, tornando-se um sucesso financeiro. No entanto, foi o primeiro filme de Star Wars a não ficar em primeiro lugar no ano de lançamento, ocupando o terceiro lugar no mercado interno e o quarto internacionalmente. Foi seguido por Star Wars Episódio III: A Vingança dos Sith em 2005, concluindo a trilogia prequela.

## Enredo
Dez anos após a invasão de Naboo pela Federação do Comércio, a República Galáctica está ameaçada por um movimento separatista liderado pelo ex-Mestre Jedi Conde Dookan. Enquanto isso, a ex-Rainha de Naboo e agora Senadora Padmé Amidala, retorna à capital galáctica, Coruscant, para votar em uma lei que criaria um exército para combater os Separatistas. Evitando por pouco uma tentativa de assassinato em sua chegada, ela é colocada sob a proteção de dois Jedi, são eles o jovem padawan (aprendiz) Anakin Skywalker e seu mestre Obi-Wan Kenobi. Ambos impedem uma segunda tentativa de assassinato e subjugam a assassina Zam Wessel, uma metamorfa que logo é morta por seu cliente caçador de recompensas antes que ela possa revelar a sua identidade. O Conselho Jedi atribui a Obi-Wan a missão de identificar e capturar o caçador de recompensas para descobrir por qual motivo estão querendo matar a senadora. Enquanto isso, Anakin é encarregado de escoltar Padmé de volta para Naboo e protegê-la. Enquanto passam tempo juntos, eles se apaixonam, apesar das regras Jedi que proíbem relacionamentos românticos.
A investigação de Obi-Wan leva-o ao o remoto planeta oceânico Kamino, onde ele descobre que um exército de clones está sendo produzido em segredo para ajudar a República Galáctica, com o caçador de recompensas Jango Fett servindo como seu modelo genético. Obi-Wan deduz que Jango é o caçador de recompensas que está procurando, e segue ele e seu filho clone, Boba Fett, para o planeta desértico Geonosis através de um rastreador colocado em sua nave. Anakin começa a ter visões de sua mãe, Shmi, sendo torturada, e viaja para seu planeta natal Tatooine com Padmé para salvá-la. Eles encontram Owen Lars, meio-irmão de Anakin e o filho do novo marido de Shmi, Cliegg Lars. Cliegg diz a Anakin que Shmi foi sequestrada pelo Povo da Areia semanas antes e que provavelmente deve estar morta. Determinado a encontrá-la, Anakin começa a procurá-la, encontrando o acampamento do Povo da Areia, localizando Shmi, que morre nos braços de Anakin devido a tortura realizada pela tribo. Anakin, enfurecido, massacra toda a tribo e retorna para a fazenda de Lars com o corpo de Shmi. Após revelar, transtornado, o que fez a Padmé, Anakin revela suas intenções de se tornar o Jedi mais poderoso que já existiu, e evitar que outras pessoas que ama morram.
Em Geonosis, Obi-Wan descobre uma reunião separatista liderada por Conde Dookan, que Obi-Wan descobre ter sido quem autorizou as tentativas de assassinato de Padmé e que está desenvolvendo um exército de droides de batalha com o vice-rei Nute Gunray da Federação de Comércio. Obi-Wan transmite as suas conclusões a Anakin, que as retransmite ao Conselho Jedi, mas é capturado no meio da transmissão. Com o conhecimento do exército droide, o Senado Galáctico vota em dar ao Supremo Chanceler Palpatine plenos poderes de emergência para enviar os clones para a batalha. Anakin e Padmé partem para Geonosis para resgatar Obi-Wan, mas também são capturados. Ambos são presos e são acorrentados a uma arena com Obi-Wan, onde lutam contra criaturas. No momento mais difícil, os Jedi aparecem e, logo após, Yoda com o exército clone. Os clones lutam contra os droides; Durante a batalha, Jango é morto por Mace Windu, diante dos olhos de Boba.
Enquanto o exército de clones e droides batalham, Obi-Wan e Anakin tentam deter Dookan, e os três se envolvem em uma batalha de sabres de luz. No entanto, Dookan os subjuga, nocauteando Obi-Wan e decepando o braço direito de Anakin. Yoda chega para salvá-los e duela contra Dookan, superando-o; e ao perceber ser incapaz de derrotar seu antigo mestre, Dookan foge. Chegando secretamente a Coruscant, ele fornece plantas e projetos de uma nova super arma a seu mestre Sith, Darth Sidious, que afirma que tudo está indo conforme o planejado. Os Jedi reconhecem o início de uma guerra civil na galáxia, e os clones são enviados de volta a Kamino. Anakin substitui seu braço por uma prótese robótica, e se casa com Padmé em uma cerimônia secreta em Naboo, com apenas R2-D2 e C-3PO como testemunhas.

## Enquadramento no universoStar Wars
| Filmes e séries | Filmes e séries                     | Calendário ficcional (em anos) | Calendário ficcional (em anos) | Calendário ficcional (em anos) | Calendário ficcional (em anos) | Calendário ficcional (em anos) | Calendário ficcional (em anos) | Calendário ficcional (em anos) | Calendário ficcional (em anos) | Calendário ficcional (em anos) | Calendário ficcional (em anos) | Calendário ficcional (em anos) | Calendário ficcional (em anos) | Calendário ficcional (em anos) | Calendário ficcional (em anos) | Calendário ficcional (em anos) | Calendário ficcional (em anos) | Calendário ficcional (em anos) | Calendário ficcional (em anos) | Calendário ficcional (em anos) | Calendário ficcional (em anos) | Calendário ficcional (em anos) | Calendário ficcional (em anos) | Calendário ficcional (em anos) | Calendário ficcional (em anos) | Calendário ficcional (em anos) | Calendário ficcional (em anos) | Calendário ficcional (em anos) | Calendário ficcional (em anos) | Calendário ficcional (em anos) | Calendário ficcional (em anos) | Calendário ficcional (em anos) | Calendário ficcional (em anos) | Calendário ficcional (em anos) | Calendário ficcional (em anos) | Calendário ficcional (em anos) | Calendário ficcional (em anos) | Calendário ficcional (em anos) | Calendário ficcional (em anos) | Calendário ficcional (em anos) | Calendário ficcional (em anos) | Calendário ficcional (em anos) | Calendário ficcional (em anos) | Calendário ficcional (em anos) | Calendário ficcional (em anos) | Calendário ficcional (em anos) | Calendário ficcional (em anos) | Calendário ficcional (em anos) | Calendário ficcional (em anos) | Calendário ficcional (em anos) | Calendário ficcional (em anos) |
| Filmes e séries | Filmes e séries                     | Antes da Batalha de Yavin      | Antes da Batalha de Yavin      | Antes da Batalha de Yavin      | Antes da Batalha de Yavin      | Antes da Batalha de Yavin      | Antes da Batalha de Yavin      | Antes da Batalha de Yavin      | Antes da Batalha de Yavin      | Antes da Batalha de Yavin      | Antes da Batalha de Yavin      | Antes da Batalha de Yavin      | Antes da Batalha de Yavin      | Antes da Batalha de Yavin      | Antes da Batalha de Yavin      | Antes da Batalha de Yavin      | Antes da Batalha de Yavin      | Antes da Batalha de Yavin      | Antes da Batalha de Yavin      | Antes da Batalha de Yavin      | Antes da Batalha de Yavin      | Antes da Batalha de Yavin      | Antes da Batalha de Yavin      | Antes da Batalha de Yavin      | Antes da Batalha de Yavin      | Antes da Batalha de Yavin      | Antes da Batalha de Yavin      | Antes da Batalha de Yavin      | Antes da Batalha de Yavin      | Antes da Batalha de Yavin      | Antes da Batalha de Yavin      | Depois da Batalha de Yavin     | Depois da Batalha de Yavin     | Depois da Batalha de Yavin     | Depois da Batalha de Yavin     | Depois da Batalha de Yavin     | Depois da Batalha de Yavin     | Depois da Batalha de Yavin     | Depois da Batalha de Yavin     | Depois da Batalha de Yavin     | Depois da Batalha de Yavin     | Depois da Batalha de Yavin     | Depois da Batalha de Yavin     | Depois da Batalha de Yavin     | Depois da Batalha de Yavin     | Depois da Batalha de Yavin     | Depois da Batalha de Yavin     | Depois da Batalha de Yavin     | Depois da Batalha de Yavin     | Depois da Batalha de Yavin     | Depois da Batalha de Yavin     |
| Filmes e séries | Filmes e séries                     | 33                             | 32                             | 31                             | 30–24                          | 23                             | 22                             | 21                             | 20                             | 19                             | 18                             | 17                             | 16                             | 15                             | 14                             | 13                             | 12                             | 11                             | 10                             | 9                              | 8                              | 7                              | 6                              | 5                              | 4                              | 3                              | 2                              | 1                              | 0                              | 0                              | 0                              | 0                              | 1                              | 2                              | 3                              | 4                              | 5                              | 6                              | 7                              | 8                              | 9                              | 10                             | 11                             | 12–31                          | 32                             | 33                             | 34                             | 34                             | 35                             | 36-49                          | 50                             |
| --- | ----------------------------------- | ------------------------------ | ------------------------------ | ------------------------------ | ------------------------------ | ------------------------------ | ------------------------------ | ------------------------------ | ------------------------------ | ------------------------------ | ------------------------------ | ------------------------------ | ------------------------------ | ------------------------------ | ------------------------------ | ------------------------------ | ------------------------------ | ------------------------------ | ------------------------------ | ------------------------------ | ------------------------------ | ------------------------------ | ------------------------------ | ------------------------------ | ------------------------------ | ------------------------------ | ------------------------------ | ------------------------------ | ------------------------------ | ------------------------------ | ------------------------------ | ------------------------------ | ------------------------------ | ------------------------------ | ------------------------------ | ------------------------------ | ------------------------------ | ------------------------------ | ------------------------------ | ------------------------------ | ------------------------------ | ------------------------------ | ------------------------------ | ------------------------------ | ------------------------------ | ------------------------------ | ------------------------------ | ------------------------------ | ------------------------------ | ------------------------------ | ------------------------------ |
| A Ameaça Fantasma Ataque dos Clones A Vingança dos Sith |                                     |                                | I                              |                                |                                |                                | II                             |                                |                                | III                            |                                |                                |                                |                                |                                |                                |                                |                                |                                |                                |                                |                                |                                |                                |                                |                                |                                |                                |                                |                                |                                |                                |                                |                                |                                |                                |                                |                                |                                |                                |                                |                                |                                |                                |                                |                                |                                |                                |                                |                                |                                |
| Uma Nova Esperança O Império Contra-Ataca O Regresso de Jedi |                                     |                                |                                |                                | IV                             | IV                             | V                              | VI                             |                                |                                |                                |                                |                                |                                |                                |                                |                                |                                |                                |                                |                                |                                |                                |                                |                                |                                |                                |                                |                                |                                |                                |                                |                                |                                |                                |                                |                                |                                |                                |                                |                                |                                |                                |                                |                                |                                |                                |                                |                                |                                |                                |
| O Despertar da Força Os Últimos Jedi A Ascensão de Skywalker |                                     |                                |                                |                                |                                | VII                            | VIII                           | IX                             |                                |                                |                                |                                |                                |                                |                                |                                |                                |                                |                                |                                |                                |                                |                                |                                |                                |                                |                                |                                |                                |                                |                                |                                |                                |                                |                                |                                |                                |                                |                                |                                |                                |                                |                                |                                |                                |                                |                                |                                |                                |                                |                                |
| Rogue One Solo |                                     | a                              | R1                             |                                |                                |                                |                                |                                |                                |                                |                                |                                |                                |                                |                                |                                |                                |                                |                                |                                |                                |                                |                                |                                |                                |                                |                                |                                |                                |                                |                                |                                |                                |                                |                                |                                |                                |                                |                                |                                |                                |                                |                                |                                |                                |                                |                                |                                |                                |                                |                                |
| Rogue One Solo | a                                   | S                              |                                |                                |                                |                                |                                |                                |                                |                                |                                |                                |                                |                                |                                |                                |                                |                                |                                |                                |                                |                                |                                |                                |                                |                                |                                |                                |                                |                                |                                |                                |                                |                                |                                |                                |                                |                                |                                |                                |                                |                                |                                |                                |                                |                                |                                |                                |                                |                                |                                |
| The Clone Wars (+ Filme) The Bad Batch Obi-Wan Kenobi Rebels Andor Resistance The Mandalorian O Livro de Boba Fett Ahsoka |                                     | Clone Wars                     | Clone Wars                     | Clone Wars                     | Clone Wars                     |                                |                                |                                |                                |                                |                                |                                |                                |                                |                                |                                |                                |                                |                                |                                |                                |                                |                                |                                |                                |                                |                                |                                |                                |                                |                                |                                |                                |                                |                                |                                |                                |                                |                                |                                |                                |                                |                                |                                |                                |                                |                                |                                |                                |                                |                                |
| The Clone Wars (+ Filme) The Bad Batch Obi-Wan Kenobi Rebels Andor Resistance The Mandalorian O Livro de Boba Fett Ahsoka |                                     |                                | BB                             |                                |                                |                                |                                |                                |                                |                                |                                |                                |                                |                                |                                |                                |                                |                                |                                |                                |                                |                                |                                |                                |                                |                                |                                |                                |                                |                                |                                |                                |                                |                                |                                |                                |                                |                                |                                |                                |                                |                                |                                |                                |                                |                                |                                |                                |                                |                                |                                |
| The Clone Wars (+ Filme) The Bad Batch Obi-Wan Kenobi Rebels Andor Resistance The Mandalorian O Livro de Boba Fett Ahsoka |                                     | K                              |                                |                                |                                |                                |                                |                                |                                |                                |                                |                                |                                |                                |                                |                                |                                |                                |                                |                                |                                |                                |                                |                                |                                |                                |                                |                                |                                |                                |                                |                                |                                |                                |                                |                                |                                |                                |                                |                                |                                |                                |                                |                                |                                |                                |                                |                                |                                |                                |                                |
| The Clone Wars (+ Filme) The Bad Batch Obi-Wan Kenobi Rebels Andor Resistance The Mandalorian O Livro de Boba Fett Ahsoka |                                     | Rebels                         | Rebels                         | Rebels                         | Rebels                         | Rebels                         | Rebels                         | b                              |                                |                                |                                |                                |                                |                                |                                |                                |                                |                                |                                |                                |                                |                                |                                |                                |                                |                                |                                |                                |                                |                                |                                |                                |                                |                                |                                |                                |                                |                                |                                |                                |                                |                                |                                |                                |                                |                                |                                |                                |                                |                                |                                |
| The Clone Wars (+ Filme) The Bad Batch Obi-Wan Kenobi Rebels Andor Resistance The Mandalorian O Livro de Boba Fett Ahsoka | Andor                               |                                |                                |                                |                                |                                |                                |                                |                                |                                |                                |                                |                                |                                |                                |                                |                                |                                |                                |                                |                                |                                |                                |                                |                                |                                |                                |                                |                                |                                |                                |                                |                                |                                |                                |                                |                                |                                |                                |                                |                                |                                |                                |                                |                                |                                |                                |                                |                                |                                |                                |
| The Clone Wars (+ Filme) The Bad Batch Obi-Wan Kenobi Rebels Andor Resistance The Mandalorian O Livro de Boba Fett Ahsoka |                                     |                                |                                |                                |                                | Resistance                     |                                |                                |                                |                                |                                |                                |                                |                                |                                |                                |                                |                                |                                |                                |                                |                                |                                |                                |                                |                                |                                |                                |                                |                                |                                |                                |                                |                                |                                |                                |                                |                                |                                |                                |                                |                                |                                |                                |                                |                                |                                |                                |                                |                                |                                |
| The Clone Wars (+ Filme) The Bad Batch Obi-Wan Kenobi Rebels Andor Resistance The Mandalorian O Livro de Boba Fett Ahsoka | M                                   |                                |                                |                                |                                |                                |                                |                                |                                |                                |                                |                                |                                |                                |                                |                                |                                |                                |                                |                                |                                |                                |                                |                                |                                |                                |                                |                                |                                |                                |                                |                                |                                |                                |                                |                                |                                |                                |                                |                                |                                |                                |                                |                                |                                |                                |                                |                                |                                |                                |                                |
| The Clone Wars (+ Filme) The Bad Batch Obi-Wan Kenobi Rebels Andor Resistance The Mandalorian O Livro de Boba Fett Ahsoka | BF                                  |                                |                                |                                |                                |                                |                                |                                |                                |                                |                                |                                |                                |                                |                                |                                |                                |                                |                                |                                |                                |                                |                                |                                |                                |                                |                                |                                |                                |                                |                                |                                |                                |                                |                                |                                |                                |                                |                                |                                |                                |                                |                                |                                |                                |                                |                                |                                |                                |                                |                                |
| The Clone Wars (+ Filme) The Bad Batch Obi-Wan Kenobi Rebels Andor Resistance The Mandalorian O Livro de Boba Fett Ahsoka | A                                   |                                |                                |                                |                                |                                |                                |                                |                                |                                |                                |                                |                                |                                |                                |                                |                                |                                |                                |                                |                                |                                |                                |                                |                                |                                |                                |                                |                                |                                |                                |                                |                                |                                |                                |                                |                                |                                |                                |                                |                                |                                |                                |                                |                                |                                |                                |                                |                                |                                |                                |
| Era | Era                                 | Queda dos Jedi                 | Queda dos Jedi                 | Queda dos Jedi                 | Queda dos Jedi                 | Queda dos Jedi                 | Queda dos Jedi                 | Queda dos Jedi                 | Queda dos Jedi                 | Queda dos Jedi                 | Ascensão do Império            | Ascensão do Império            | Ascensão do Império            | Ascensão do Império            | Ascensão do Império            | Ascensão do Império            | Ascensão do Império            | Ascensão do Império            | Ascensão do Império            | Ascensão do Império            | Ascensão do Império            | Ascensão do Império            | Ascensão do Império            | Era da Rebelião                | Era da Rebelião                | Era da Rebelião                | Era da Rebelião                | Era da Rebelião                | Era da Rebelião                | Era da Rebelião                | Era da Rebelião                | Era da Rebelião                | Era da Rebelião                | Era da Rebelião                | Era da Rebelião                | Era da Rebelião                | Era da Rebelião                | A Nova República               | A Nova República               | A Nova República               | A Nova República               | A Nova República               | A Nova República               | A Nova República               | A Nova República               | Ascensão da Primeira Ordem     | Ascensão da Primeira Ordem     | Ascensão da Primeira Ordem     | Ascensão da Primeira Ordem     |                                | A Nova Ordem Jedi              |
| \| \| Prequela (Episódios I–III) \| \| \| Trilogia Original (Episódios IV–VI) \| \| \| Sequela (Episódios VII–IX) \| \| \| Filmes A Star Wars Story \| \| \| Séries \| a: Prólogo b: Epílogo Os episódios da web série Star Wars: Força do Destino passam-se em alturas diferentes, o que dificulta a sua inserção no cronograma. Também estão excluídos minisséries, contos, bandas desenhadas e livros do cânone oficial do Star-Wars, bem como o parque temático Star Wars: Galaxy’s Edge (entre VIII e IX). A cronologia usa o calendário ficcional do universo Star-Wars em anos antes e depois da Batalha de Yavin. A Batalha de Yavin IV representa o final do Episódio IV, em que Luke Skywalker e os rebeldes destroem a primeira Estrela da Morte. |                                     |                                |                                |                                |                                |                                |                                |                                |                                |                                |                                |                                |                                |                                |                                |                                |                                |                                |                                |                                |                                |                                |                                |                                |                                |                                |                                |                                |                                |                                |                                |                                |                                |                                |                                |                                |                                |                                |                                |                                |                                |                                |                                |                                |                                |                                |                                |                                |                                |                                |                                |
| | Prequela (Episódios I–III)          |                                |                                |                                |                                |                                |                                |                                |                                |                                |                                |                                |                                |                                |                                |                                |                                |                                |                                |                                |                                |                                |                                |                                |                                |                                |                                |                                |                                |                                |                                |                                |                                |                                |                                |                                |                                |                                |                                |                                |                                |                                |                                |                                |                                |                                |                                |                                |                                |                                |                                |
| | Trilogia Original (Episódios IV–VI) |                                |                                |                                |                                |                                |                                |                                |                                |                                |                                |                                |                                |                                |                                |                                |                                |                                |                                |                                |                                |                                |                                |                                |                                |                                |                                |                                |                                |                                |                                |                                |                                |                                |                                |                                |                                |                                |                                |                                |                                |                                |                                |                                |                                |                                |                                |                                |                                |                                |                                |
| | Sequela (Episódios VII–IX)          |                                |                                |                                |                                |                                |                                |                                |                                |                                |                                |                                |                                |                                |                                |                                |                                |                                |                                |                                |                                |                                |                                |                                |                                |                                |                                |                                |                                |                                |                                |                                |                                |                                |                                |                                |                                |                                |                                |                                |                                |                                |                                |                                |                                |                                |                                |                                |                                |                                |                                |
| | Filmes A Star Wars Story            |                                |                                |                                |                                |                                |                                |                                |                                |                                |                                |                                |                                |                                |                                |                                |                                |                                |                                |                                |                                |                                |                                |                                |                                |                                |                                |                                |                                |                                |                                |                                |                                |                                |                                |                                |                                |                                |                                |                                |                                |                                |                                |                                |                                |                                |                                |                                |                                |                                |                                |
| | Séries                              |                                |                                |                                |                                |                                |                                |                                |                                |                                |                                |                                |                                |                                |                                |                                |                                |                                |                                |                                |                                |                                |                                |                                |                                |                                |                                |                                |                                |                                |                                |                                |                                |                                |                                |                                |                                |                                |                                |                                |                                |                                |                                |                                |                                |                                |                                |                                |                                |                                |                                |

## Elenco
Na ordem dos créditos: 
- Ewan McGregor como Obi-Wan Kenobi: Mestre Jedi e mentor de Anakin Skywalker.
- Natalie Portman como Padmé Amidala: Ex-rainha de Naboo, que é atual senadora do sistema de Naboo.
- Hayden Christensen como Anakin Skywalker: Padawan de Obi-Wan, que se tornou um poderoso mas arrogante Jedi.
- Ian McDiarmid como Chanceler Palpatine/Darth Sidious: O ex-senador de Naboo e atual Chanceler da República Galáctica.
- Samuel L. Jackson como Mace Windu: Um Mestre Jedi membro do Conselho Jedi que observa com cautela a política galáctica do Senado.
- Christopher Lee como Conde Dookan/Darth Tyranus: Um ex-Mestre Jedi que agora lidera o movimento Separatista e é o novo aprendiz Sith de Darth Sidious. É chamado de Dookan na versão brasileira para evitar mal entendidos.
- Anthony Daniels como C-3PO: Um droíde de protocolo construído por Anakin para sua mãe.
- Kenny Baker como R2-D2: Um droíde astromecânico que parte em missões com Anakin e Obi-Wan.
- Frank Oz voz de Yoda: O Grão-Mestre da Ordem Jedi, que já viveu séculos e de espécie desconhecida, além de membro do Conselho é instrutor de crianças Jedi.

Ahmed Best, Pernilla August, Oliver Ford Davies, Andy Secombe, e Silas Carson reprisam seus papéis como Jar Jar Binks, Shmi Skywalker, Sio Bibble, Watto, e Nute Gunray, respectivamente em A Ameaça Fantasma, com Carson também interpretando Ki-Adi-Mundi, um membro do Conselho Jedi. Alethea McGrath interpreta Jocasta Nu, a chefe da biblioteca nos Arquivos Jedi. Temuera Morrison interpreta Jango Fett, um caçador de recompensas mandoloriano que provem seu DNA para ser usado em clonagem para o Exército de Clones. Jimmy Smits interpreta Bail Organa, um senador da República, e Jay Laga'aia interpretou Capitão Typho, o chefe da segurança de Padmé Amidala. Daniel Logan interpretou um jovem Boba Fett, criado do DNA de seu "pai", Jango. Leeanna Walsman interpreta Zam Wesell, uma transmorfo Clawdite, caçadora de recompensas e parceira de Jango, que é contratada para assassinar Padmé. Jack Thompson interpreta Cliegg Lars, um agricultor de umidade que libertou e casou com Shmi, tornando-se assim o padrasto de Anakin Skywalker. Joel Edgerton como Owen Lars, o filho de Cliegg Lars e meio-irmão de Anakin Skywalker, e Beru Whitesun, namorada de Owen. Ayesha Dharker aparece como Jamillia, a Rainha de Naboo, Rose Byrne e Verónica Segura aparecem como Dormé e Cordé, servas de Padmé e esta última que serve como um chamariz para a senadora e é morta durante uma tentativa de assassinato.

## Produção

### Roteiro

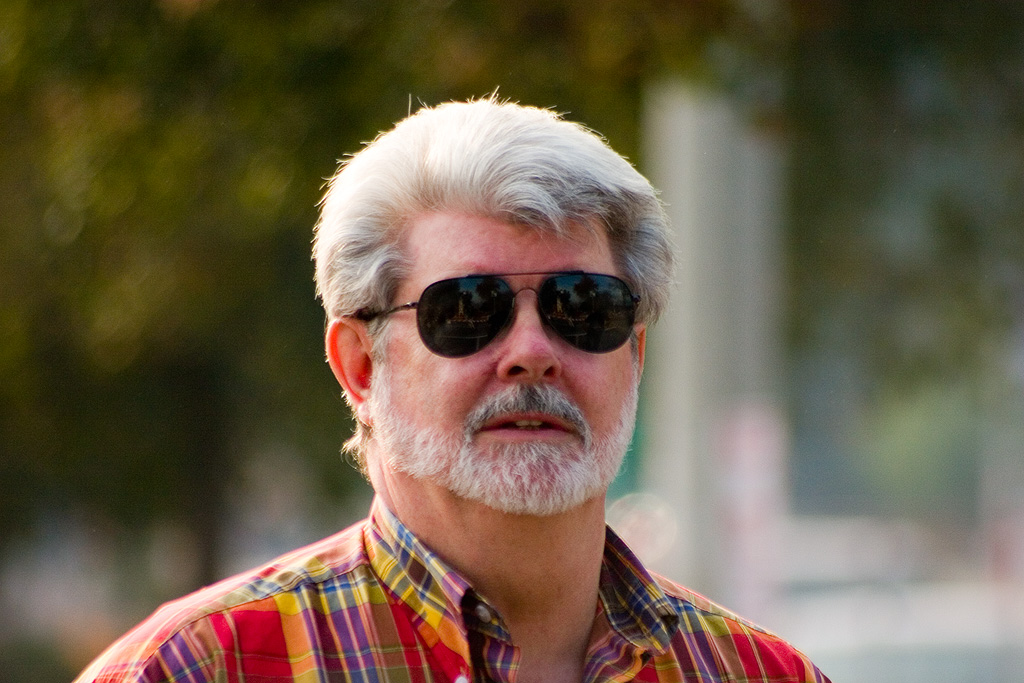
George Lucas em 2007.

Star Wars Episódio II: Ataque dos Clones é a sequela direta de Star Wars Episódio I: A Ameaça Fantasma. Foi a partir de 01 de novembro de 1994 que George Lucas começou a escrever a trilogia prequela, cujo principal protagonista é o jovem Anakin Skywalker, antes de se tornar o cruel e sinistro Darth Vader da trilogia original. Lucas disse: "A história de Anakin Skywalker está na tradição das aventuras mitológicas clássicas. Como todos os heróis destas mitologias, suas falhas são aqueles que todo mundo carrega em si mesmo, e é isso que o torna humano." Em seu novo filme, George Lucas quer começar uma nova fase da jornada de Anakin. Isto o faz descobrir "as emoções mais intensas: raiva, ódio, sentimentos de perda, posse e ciúmes."
Após a recepção mista para A Ameaça Fantasma, George Lucas estava hesitante em voltar a escrever. Em março de 2000, apenas três meses antes da fotografia principal começar, Lucas finalizou o rascunho para o Episódio II. Ele continuou a iteração em seu rascunho, produzindo dois roteiros diferentes para o filme. Lucas buscou ajuda com o terceiro roteiro, que mais tarde se tornaria o roteiro de filmagem, chamando Jonathan Hales, que tinha escrito vários episódios de The Young Indiana Jones Chronicles para ele, mas tinha experiência limitada com longa-metragens de cinema. O roteiro final ficou pronto apenas uma semana antes das filmagens começarem. Como brincadeira, o título de produção do filme foi Jar Jar's Big Adventure, uma sarcástica referência a negativa recepção do personagem do Episódio I.
Nas primeiras versões do roteiro, Lucas desenvolveu essencialmente o enredo e a estrutura narrativa. Em seguida, ele retrabalhou muitos passagem com Jonathan Hales. Uma terceira versão foi então escrita. Como não era a versão final do roteiro, Hales seguiu Lucas durante as filmagens na Austrália. Algumas cenas foram reescritas nas filmagens, incluindo a relação entre Anakin e Padmé.

### Pré-produção
Doug Chiang, responsável pela concepção do primeiro filme, também supervisiona o departamento de arte de Ataque dos Clones. Ele começou seu trabalho no início de maio de 1999, uma semana e meia antes do lançamento de Star Wars Episódio I: A Ameaça Fantasma. Ele cercou-se de muitos designers como Marc Gabbana, Kurt Kaufman, Dermot Poder ou Jay Shuster. Iain McCaig, a quem Chiang havia trabalhado em Terminator 2 em 1990, é particularmente responsável pela concepção dos figurinos e personagens. Ed Natividad é responsável por dar à luz a paisagem rochosa do planeta Geonosis porque George Lucas desejava um visual entre arte nouveau e arte gótica. O filme dependia quase que exclusivamente de animações digitais ao invés de storyboards, a fim de pré-visualizar as sequências para a edição no início da produção do filme. Enquanto Lucas tinha usado outras formas de produção baseadas em storyboards no passado, depois de A Ameaça Fantasma, a decisão foi tomada para aproveitar a tecnologia digital em crescimento. O processo começou com a criação do que o departamento de Ben Burtt apelidou de "videomatics", assim chamados porque eles foram filmados em uma câmera de vídeo doméstico. Nestes videomatics, assistentes de produção e seus parentes, encenavam as cenas na frente da tela verde. Usando as imagens geradas por computador (CGI), o departamento de pré-visualização preenchia a tela verde com uma áspera filmagem. Burtt, em seguida, cortava a equipe do filme e enviava para Lucas, para mudanças ou aprovação. O resultado foi um exemplo precoce do que o produto final deveria ser. Em seguida o departamento de pré-visualização, criou uma versão mais fina do videomatic com animatic, em que os atores de videomatic eram substituídos por contrapartes digitais para dar uma resposta mais precisa, mas ainda áspera da versão final. O animatic foi posteriormente interposto com a equipe, e mostrado aos atores para que eles pudessem compreender o conceito da cena que eles estavam filmando no meio de uma grande quantidade de tela azul. Ao contrário da maioria das sequências de ação, a Batalha de Geonosis não foi criada em storyboard ou videomatics, mas foi enviada diretamente para animatics, após o departamento receber uma página vaga da sequência. A intenção era criar uma série de pequenos eventos que seriam editados em conjunto para gerar um marcapasso dentro do filme. O departamento de animatics, recebeu total liberdade sobre os eventos criado por eles; Lucas só pediu boas cenas de ação que ele poderia escolher e aprovar mais tarde.
Equipes de escultores e designers ficaram responsáveis por fazer modelos tridimensionais a partir de desenhos preparatórios. Às vezes, a partir de um simples esboço aprovado por Lucas, eles devem calcular as proporções e extrapolar as formas para obter um modelo realista de trinta a quarenta centímetros. O artista de layout, John Goodson, disse que "alguns supervisores de efeitos visuais, como John Knoll, adora as maquetes. Mesmo que ele está prestes a executar a seqüência inteiramente em computação gráfica, ele usam o modelo de referências, a sombra e luz ". Enquanto Lucas finalizava o roteiro de janeiro a junho de 2000, o departamento de arte se reunia com o diretor toda sexta-feira, para imaginar em detalhes os cenários que o design de produção, Gavin Bocquet, deve construir antes das filmagens começar. Eles tiveram que construir o visual para um roteiro ainda inexistente.
O designer Iain McCaig trabalhou em estreita colaboração com a figurinista Trisha Biggar na fase de criação artística. O departamento de figurino teve que efetivamente criar várias roupas como o filme anterior, incluindo as cenas no planeta Coruscant. O guarda-roupa da personagem de Padmé Amidala também mudou muito entre os dois filmes. Sem as vestes oficiais de rainha, seu figurino puderam ser mais leves, "sexy" e "romântico". O traje de Anakin Skywalker também evoluiu. Embora aprendiz Jedi, ele não usa as cores claras das vestes tradicionais. Para simbolizar seu destino sombrio, Trisha Biggar acrescentou o figurino de Darth Vader nas reminiscências de Anakin.
O artista australiano Jason Baird, foi escolhido para fazer as máscaras e protéticos das criaturas. Apesar do grande estoque de máscaras feitos em A Ameaça Fantasma, Jason Baird, com sua equipe, precisou criar os novos personagens. As máscaras de Kit Fisto e Shaak Ti são particularmente conhecidas. Personagens como Luminara Unduli, Barriss Offee ou Sly Moore, o assistente pessoal do chanceler Palpatine, utilizaram maquiagens tradicionais e sem próteses faciais, feitos pela equipe de Lesley Vanderwalt, chefe da maquiagem.

### Audições para Anakin e novo elenco

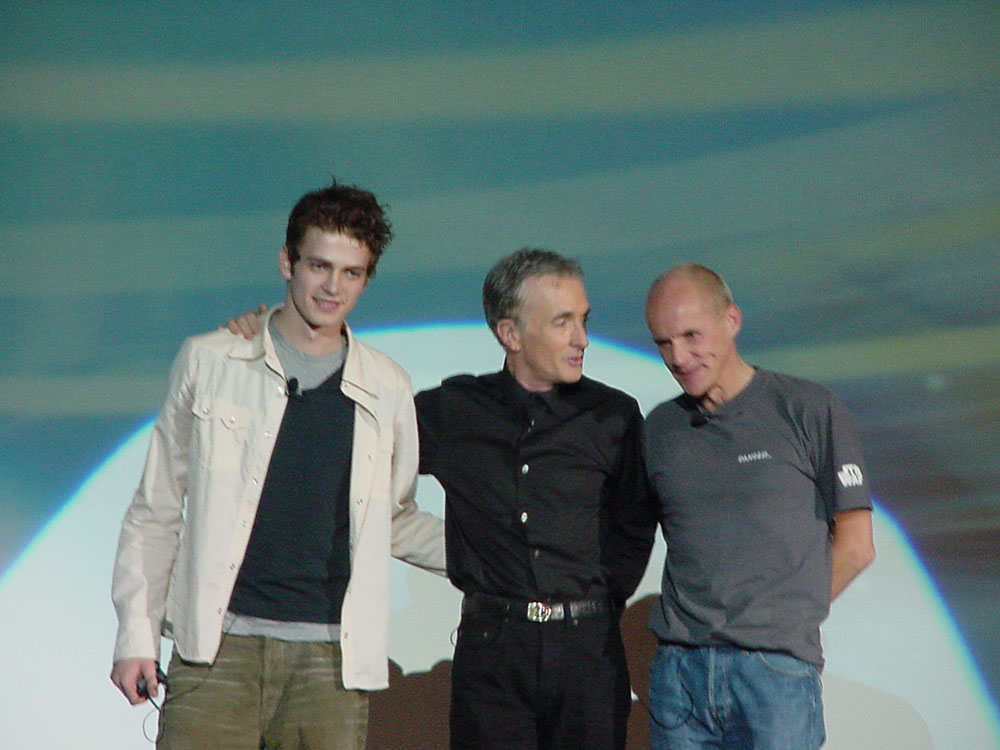
Hayden Christensen, Anthony Daniels e Nick Gillard na Star Wars Celebration II, onde Christensen foi apresentado aos fãs como novo Anakin.

Uma longa busca por um novo Anakin Skywalker ocorreu ao redor dos Estados Unidos, a parte de 2 de novembro de 1999, liderada pelo diretor de elenco, Robin Gurland.  Lucas testou vários atores, a maioria desconhecidos, antes de escolher Christensen que foi anunciado em 12 de maio de 2000 no site oficial de Star Wars. Atores conhecidos que fizeram teste para o papel foram Jonathan Brandis, Ryan Phillippe, Colin Hanks, e Paul Walker. Leonardo DiCaprio também conversou com Lucas sobre o papel mas foi "definitivamente inviável" de acordo com DiCaprio. Natalie Portman disse mais tarde a revista Time que Christensen "fez uma grande leitura. Ele poderia ser simultaneamente assustador e muito jovem."
Antes das filmagens começarem, havia rumores de que Catherine Zeta-Jones estava indo se juntar ao elenco no papel de uma Sith e Ralph Fiennes como intérprete de um jovem Moff Tarkin. A E! Online informou que George Lucas tinha permitido a banda 'N Sync gravar uma pequena participação no filme, a fim de satisfazer as suas filhas. No entanto, durante a pós-produção, esta cena foi omitida. Com a fotografia principal ocorrendo na Austrália, muitos atores de origem australiana ou neo-zelandês participaram do filme. Entre eles está Leeanna Walsman, Rose Byrne, Daniel Logan, Jay Laga'aia, Temuera Morrison, Jack Thompson, Ron Falk, Bonnie Piesse e Joel Edgerton.

### Filmagens
A fotografia principal ocorreu entre 26 de junho de 2000 a 20 de setembro do mesmo ano, no Fox Studios Australia em Sydney. Locações incluíram Nefta na Tunísia, para as cenas em Tatooine, que foram filmadas entre 07 a 11 de setembro. Plaza de España em Sevilha, Villa del Balbianello em Lago de Como e o Palácio de Caserta na Itália, foram utilizados nas cenas em Naboo. Novas filmagens foram feitas depois de vários meses no Ealing Studios, Inglaterra, entre 24 março - 8 abril de 2001. Durante este tempo, uma nova sequência de ação foi desenvolvida na fábrica de dróides, após Lucas decidir que o filme não tinha um ritmo rápido o suficiente no espaço de tempo correspondente. A pré-visualização da sequência foi levada às pressas, e o live-action foi rodado no prazo de quatro horas e meia. Por causa do método de criação de cenas através de vários departamentos e fontes que são, várias vezes, milhas e anos afastados uns dos outro, Ataque dos Clones tornou-se o primeiro filme produzido por "filmagem virtual", chamado assim por Rick McCallum.

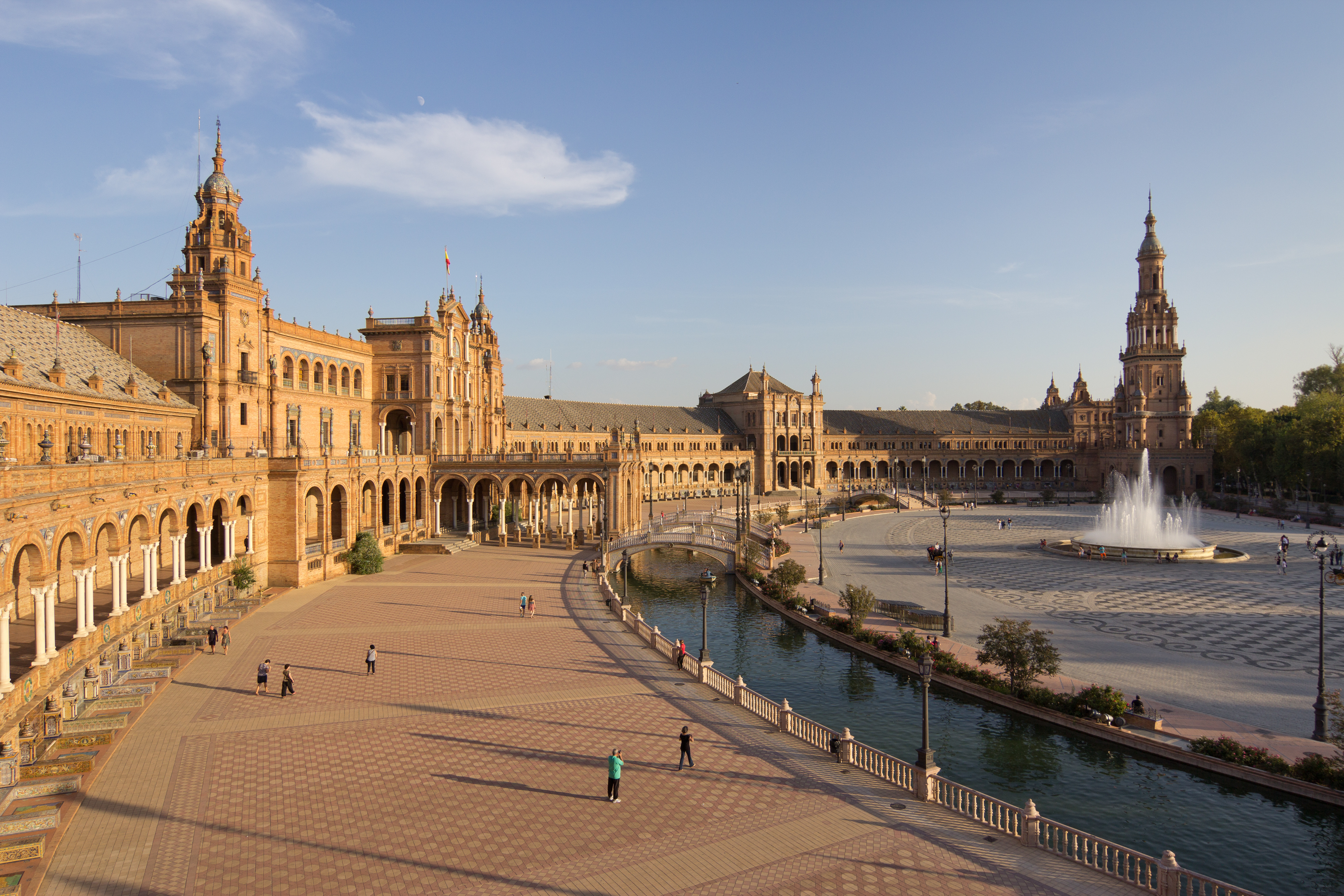
Plaza de España em Sevilha, foi a locação para o palácio real de Naboo.

Dentro da Fox Australia, o diretor artístico Gavin Bocquet, construiu sessenta e nove cenários, incluindo todo o cenário do planeta Coruscant: o escritório de Palpatine, o Templo Jedi, a biblioteca Jedi e o Senado Galáctico. Para o planeta Kamino, foram construídos os aposentos de Jango Fett, as salas dos clones, alguns corredores, mas também a plataforma sobre a qual é colocada a nave do Jango. Para o planeta Geonosis, os cenários da arena, a sala do conselho separatista e o hangar secreto de Conde Dookan foram construídos. E para o planeta Tatooine, a cozinha e a garagem da família Lars e a aldeia do povo da areia. Após um pedido pessoal de Samuel L. Jackson, Mace Windu recebeu um sabre de luz que imite uma cor roxa, em oposição ao azul e verde para heróis e vermelho para vilões.
Como A Ameaça Fantasma, Ataque dos Clones promoveu o desenvolvimento tecnológico, efetivamente movendo Hollywood para "era digital" com o uso da HDW-F900, desenvolvida pela Sony e Panavision. A câmara digital utilizou um sistema HD de 24 quadros. Isto gerou controvérsia sobre os benefícios e desvantagens da cinematografia digital, que continua à medida que mais cineastas se "convertem" para o cinema digital, enquanto muitos cineastas se opõem a ela. Em contraste com testes anteriores, para cenas gravadas no deserto da Tunísia em temperaturas de até 125 ° F (51 ° C), a câmera ainda funcionava sem complicações. Lucas disse que desejava filmar A Ameaça Fantasma neste formato, mas a Sony não conseguiu produzir a câmara a tempo. Em 2002, Ataque dos Clones tornou-se o terceiro filme a ser lançando filmado em câmara digital 24p (precedido por Jackpot e Vidocq de 2001). As câmaras gravaram no formato recorde de 16:9 HDCAM (1080p), embora a imagem foi cortada para a proporção 2.40:1 widescreen. A área acima e abaixo de 2.40,  estava disponível para Lucas reformular uma imagem na pós-produção. Apesar dos esforços de Lucas para persuadir os cinemas de utilizarem projetores digitais para o Episódio II, poucos fizeram.

### Pós-produção
Em A Ameaça Fantasma, de dez a quinze minutos do filme eram desprovidos de efeitos especiais. Em Ataque dos Clones, todos os dois mil e duzentos planos contêm pelo menos um efeito visual, seja animação gráfica ou efeito digital. John Knoll, Dennis Muren e Rob Coleman, voltam aos postos de supervisores de efeitos especiais e animação. Juntou-se a eles dois novos supervisores, Pablo Helman, responsável pelos efeitos especiais de A Ameaça Fantasma em DVD e Ben Snow, ex-supervisor do filme Pearl Harbor em 2001 e A Múmia em 1999.

Com a imagem digital em alta definição, os efeitos especiais têm melhor rendimento. Isto permite, por exemplo, os técnicos melhorar o realismo das roupas e movimentos. A equipe de John Knoll trabalhou primeiro nas cenas do planeta Coruscant. Entre elas, a que requer mais trabalho é a perseguição entre os arranha-céus de Coruscant. A equipe de Rob Coleman começou com as cenas dos personagens inteiramente em computação gráfica: Watto e Dexter Jettster.

Versão final do Yoda digital em Ataque dos Clones.

Além de introduzir a câmera digital, Ataque dos Clones enfatizou "dublês digitais" como modelos gerados por computador que duplicou os atores, da mesma forma que dublês tradicionais fizeram. Ele também promoveu a autenticidade dos personagens gerados por computador através da introdução de uma nova versão, totalmente criada em CGI do personagem Yoda. Rob Coleman e John Knoll prepararam dois testes que mostra o Yoda em CGI usando os áudios de O Império Contra-Ataca. A aparência de Yoda no Episódio V, também serviu como ponto de referência para a criação da versão; Lucas afirmou repetidamente para o departamento de animação que "o truque" para o Yoda em CGI, era fazê-lo como o boneco a partir do qual ele foi baseado, a fim de manter um fluxo de continuidade. Frank Oz (voz e marionete para Yoda na trilogia original e A Ameaça Fantasma) foi consultado; seu principal conselho foi que Yoda deve olhar extremamente antigo, dolorido, e frígido. Coleman explicou mais tarde o processo de fazer o Yoda digital, semelhante a versão boneco, dizendo: "Quando Frank [Oz] move a cabeça, as orelhas balançam. Se não tivéssemos colocado isto, não seria parecido com Yoda." Por causa das acrobacias da luta de sabres de luz entre o Conde Dookan e Yoda, Christopher Lee, com então 78 anos de idade, contou com um dublê para realizar as cenas mais exigentes em seu lugar. O rosto de Lee foi sobreposto no corpo do dublê em todas as cenas diferentes do close-ups, que foram realizadas por ele próprio. Lucas muitas vezes chamou o duelo de crucial para o departamento de animação, como tinha o potencial para ser bem-humorado, em vez de dramático.
Ataque dos Clones tem dois novos planetas: Kamino e Geonosis. Um é oprimido por um vasto oceano que mantêm tempestades permanentes. Todas as cenas que mostram o exterior dos planetas são criados usando computação gráfica. A ILM havia trabalhado em recursos hídricos para o filme The Perfect Storm em 2000. Os planos do planeta são projetados em conformidade com bastante facilidade. A batalha final em Geonosis é, contudo, a sequência mais complexa do filme.  Denis Murren, responsável pela Batalha de Naboo em A Ameaça Fantasma que supervisiona, em associação com Ben Snow que já fez uma sequência semelhante no filme Pearl Harbor. A sequência envolve naves, veículos blindados e muitas tropas terrestres dos clones ou dróides de batalha. Para criar os desfiladeiros rochosos do planeta, Murren e Snow utilizaram fotografias de cânions e formações rochosas do sudoeste dos Estados Unidos.
A edição e design de som do filme é fornecida por Ben Burtt, um fiel colaborador George Lucas para Star Wars. Aproveitando-se da sua presença na Austrália, Burtt gravou muitos novos sons e recursos do país para alimentar a sua biblioteca de sons. Ele realizou a montagem final no Rancho Skywalker, Califórnia.

### Música
A trilha sonora do filme foi lançada em 23 de abril de 2002 pela Sony Classical. A música foi composta e conduzida por John Williams, e performance da London Voices e London Symphony Orchestra. A trilha sonora recria a The Imperial March do Império Contra-Ataca, sendo sua primeira aparição cronológica em Ataque dos Clones, embora haja notas da peça no filme anterior, em uma das cenas finais. John Williams afirmou que o processo de escrever para Ataque dos Clones tinha sido mais fácil para Williams do que o primeiro episódio. "Um filme atrás, Ameaça Fantasma foi uma reintrodução ou uma revisitação de Star Wars depois de vinte e dois anos", disse Williams. "Eu pensei que isto seria uma transição difícil, mas era algo como andar de bicicleta. Algo naquela trilha sonora, e esta também, é musicalmente incestuosa, referindo-se aos temas anteriores e que nos ajuda a recuperar a imaginação do Lucas".
O vídeo musical do tema principal, Across the Stars, foi produzido especialmente para DVD. Em 15 de março de 2016, uma edição limitada em vinil da trilha foi lançada. Apenas 1,000 cópias foram inicialmente lançadas. A trilha sonora recebeu críticas em sua maioria positivas, especialmente Across the Stars; o crítico de música, James Southall, disse o seguinte sobre a peça: "Não deixe o nome te enganar, esta é uma bela composição, absolutamente perfeita para sublinhar o desenvolvimento - mas condenado no fim - romance entre Anakin e Padmé. Seu sabor é um pouco semelhante ao Romeu e Julieta de Nino Rota, misturado com as notas de Nixon do Williams. É um tema impressionante conduzido através de um número de variações ao longo do álbum."

## Temas e referências
Lucas observou que a ascensão de Palpatine ao poder é muito semelhante à de Adolf Hitler na Alemanha Nazista, que quando chanceler da Alemanha recebeu "poderes emergenciais", igual à Palpatine.  As comparações também foram feitas a Otaviano - que se tornou Augustus -, o primeiro imperador de Roma, e a Napoleão Bonaparte, que subiu ao poder na França em 1796-1799. Otaviano foi o responsável pela morte de centenas de opositores políticos bem antes de ser concedidos a ele poderes de tribuno; Bonaparte foi nomeado Primeiro Cônsul (e mais tarde imperador) pelo Consulado francês após uma tentativa fracassada e o subsequente golpe de 18 de brumário em 1799.  Alguns traçaram paralelos com a guerra civil americana, comparando os separatistas aos Estados Confederados da América, o nome oficial do grupo separatista é a "Confederação de Sistemas Independentes". O nome da armada dos Clones, o "Grande Exército da República'',  é o mesmo da guerra civil americana, e em ambos Palpatine e o presidente Abraham Lincoln assumiram amplos poderes de guerra e suspenderam muitos direitos civis.

Fileiras de tropas clones na sequência final de Ataque dos Clones.

A estudiosa inglesa, Anne Lancashire, descreve Ataque dos Clones como "profundamente político em sua narrativa", a tal ponto que as relações interpessoais são feitas subordinado ao drama político que se desenrola, e "uma crítica ao papel crescente desempenhado pelo apetite econômico, política contemporânea do primeiro mundo, e a política internacional de modo geral". Neste drama político, a Federação do Comércio, o ex-idealista Dookan e Palpatine "[representam] a ganância econômica e ambição (...) das classes políticas e empresariais", enquanto os Jedi se tornam uma força de agressão, e a arquitetura da cidade de Coruscant vira um ambiente distópico que faz referência a Blade Runner (1982).
Jornalismo de guerra, filmes de combate e cenas de combate da Segunda Guerra Mundial, influenciaram o estilo documentário da câmara na Batalha de Geonosis, sendo adicionado digitalmente balanços, tremedeiras nas sequências geradas por computador.
A trilogia prequela, muitas vezes refere-se à trilogia original, afim de ajudar a conectar os filmes juntos. Lucas muitas vezes se referiu aos filmes como um longo poema que rima. Tais exemplos incluem a agora famosa frase, "Eu tenho um mau pressentimento sobre isso", usada em todos os filmes, que quase sempre ocorrem sobre um abismo. Tal como acontece com O Ataque dos Clones, O Império Contra-Ataca foi o filme do meio de uma trilogia e, portanto, é o objeto de mais referências em O Ataque dos Clones. Em ambos os filmes, um campo de asteroide é o pano de fundo de uma grande batalha espacial no meio do filme: Obi-Wan escapa de Jango Fett, pousando sua nave espacial num asteroide, com o intuito de desaparecer dos sensores inimigos; Han Solo usa uma tática semelhante, anexando a Millennium Falcon ao Star Destroyer em O Império Contra-Ataca. Como um retcon, John Knoll confirmou nos comentários em DVD do filme que Boba Fett, que mais tarde iria prender Solo em O Império Contra-Ataca, "aprendeu sua lição" nos acontecimentos de O Ataque dos Clones. Em outra cena, Obi-Wan pergunta a Anakin: "Por que tenho a sensação de que você ainda vai me matar?". Esta é uma alusão a Uma Nova Esperança, onde Anakin como Darth Vader, mata Obi-Wan abordo da Estrela da Morte. Além disso, o Conde Dookan corta fora o braço de Anakin, semelhante a quando Darth Vader cortou a mão de Luke Skywalker em O Império Contra-Ataca.
A Execução ao estilo Geonosiano é mostrada como a principal forma de punição em Geonosis. O condenado é levado à arena e acorrentado à um poste, esperando a execução. Temíveis feras se aproximam vindo das portas da arena, e atacam e devoram o prisioneiro (Similar à antigas execuções em coliseus romanos, onde feras eram soltas para exterminar as pessoas capturadas).[carece de fontes?]
A nave em que Anakin monitora o acampamento do Povo da Areia é inspirado por um plano do filme The Searchers (1956). Parte da cena em Naboo filmada na Sevilha, ocorre no mesmo lugar que planos de Lawrence da Arábia (1962). O plano de abertura é semelhante ao plano de 2001: Uma Odisséia no Espaço (1968). A sequência nas linhas de montagem da fábrica de Geonosis teve como fonte Metropolis (1927). A batalha de Geonosis também contém algumas semelhanças com duas seqüência de batalha importantes de Ran (1985) do Akira Kurosawa. Lucas também faz referências para seu filme American Graffiti (1973). O restaurante que Obi-Wan Kenobi vai e o speeder amarelo do Anakin Skywalker na perseguição em Coruscant, são realmente inspirados no restaurante e o carro amarelo presente neste filme.

## Lançamento

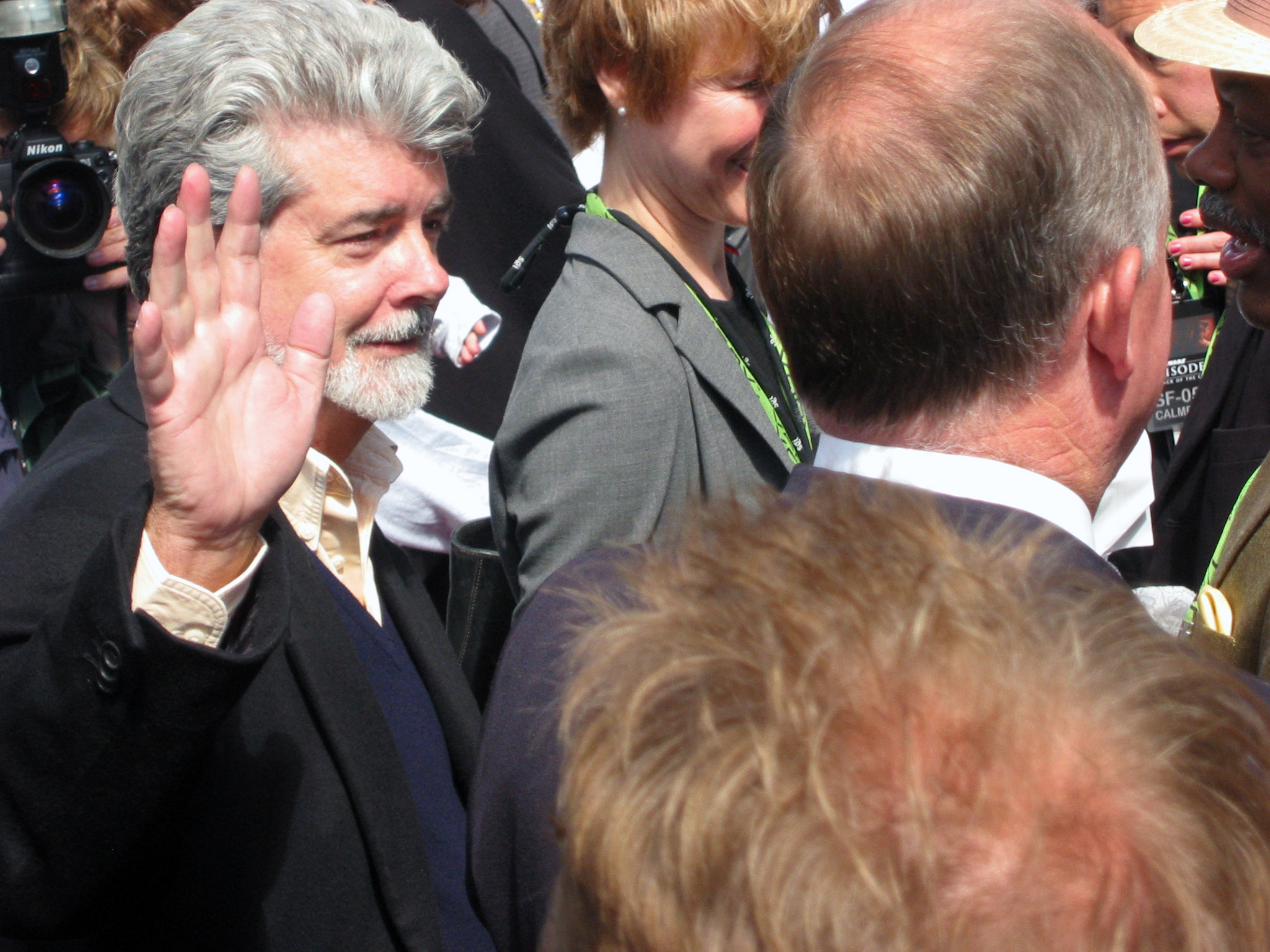
George Lucas na estréia para equipe de Ataque dos Clones em San Francisco, 12 de maio de 2002.

Depois de um teaser trailer estrear com a animação Monsters, Inc., um novo trailer foi ao ar na Fox Network em 10 de março de 2002, entre Malcolm in the Middle e The X-Files, e foi disponibilizado no site oficial de Star Wars no mesmo dia. A empresa de consultoria, Challenger, Gray & Christmas, estimou que após o lançamento do filme, as empresas dos EUA poderiam perder mais de US $ 319 milhões em produtividade, devido aos empregados afirmando que estão doente para ir aos cinemas assistir o filme.
O filme estreou como parte do inaugural Festival de Cinema de Tribeca no BMCC Performing Arts Center, Cidade de Nova Iorque, no domingo de 12 de maio, junto com a estréia beneficente na Children's Aid Society, uma instituição de caridade apoiada por George Lucas. O Ataque dos Clones foi então exibido fora de competição no Festival de Cannes 2002, antes da estréia nos cinemas de todo o mundo em 16 de maio. O filme também foi lançado nos cinemas em IMAX; ele não tinha sido filmado em IMAX, mas foi "convertido" pelo processo de remasterização digital. Por causa das limitações técnicas do projetor IMAX, foi apresentada uma versão editada de 120 minutos do filme.
Antes do lançamento de Ataque dos Clones, houve uma série de controvérsias sobre pirataria. Em 2000, uma organização clandestina que se autodenomina Grupo Atlas, com sede em Perth, Austrália Ocidental, ofereceu uma cópia do roteiro, com um preço inicial de US $ 100.000, a vários sites de fãs e meios de comunicação, incluindo TheForce.Net. O esquema foi posteriormente relatado a Lucasfilm Ltd. pelo site de fãs. Uma cópia pirata teria sido feita em uma exibição privada, utilizando um gravador digital que foi apontado para a tela. Esta cópia se espalhou pela internet, e analistas preverão que até um milhão de fãs viram o filme antes do dia de seu lançamento. As autoridades apreenderam milhares de bootlegs perto de Kuala Lumpur antes da estréia mundial. Novamente na Malásia, desta vez em Singapura, funcionários aduaneiros foram presos uma semana depois da estreia mundial, em 23 de maio, um casal que tinha acabado de receber 9.000 cópias piratas do filme e contrabandeados para o país.

### Home media
Star Wars Episódio II: Ataque dos Clones foi lançado em DVD e VHS em 12 de novembro de 2002. O DVD apresenta um comentário em áudio do diretor George Lucas, do produtor Rick McCallum, do editor e designer de som Ben Burtt, o diretor de animação da ILM, Rob Coleman, e os supervisores de efeitos visuais, Pablo Helman, John Knoll e Ben Snow. Oito cenas deletadas estão incluídas, que mostram a sala de análise e hangares do templo Jedi e novos personagens, como a família de Padmé. Juntamente com vários documentários, que incluem um sobre a criação dos personagens digitais e dois outros que se concentram em design de som e na equipe de animatics. Três featurettes examinam o enredo, cenas de ação e história de amor, e um conjunto de 12 curta-documentários divulgados no site oficial de Star Wars na época das filmagens e cobrem a produção global do filme.
O DVD de Ataque dos Clones também apresenta um trailer de R2-D2: Beneath the Dome um curta-metragem no estilo mocumentário. Algumas lojas ofereceram o mocumentário integral como um disco bônus exclusivo por um pequeno preço extra. O filme mostra um olhar alternativo da "vida" do droid R2-D2. A história, que Lucas aprovou, foi concebida para ser bem-humorada. Carrie Fisher, que interpretou a Princesa Leia na trilogia original de Star Wars, participou da promoção. O DVD foi indicado ao Saturn Awards de Melhor Edição Especial em DVD, e ao DVD Exclusive Awards de Melhor design de menu, documentário original, melhor novo conteúdo extra e melhores novas cenas ampliadas\ou restituídas.
O DVD foi relançado em um box da trilogia prequela em 4 de novembro de 2008. Os filmes de Star Wars foram lançados pela 20th Century Fox Home Entertainment em discos Blu-ray em 16 de setembro de 2011, com três edições diferentes.
Em 7 de abril de 2015, a Walt Disney Studios, 20th Century Fox e Lucasfilm, anunciaram conjuntamente as versões digitais dos seis filmes lançados de Star Wars. Walt Disney Studios Home Entertainment lançou Ataque dos Clones através das lojas iTunes, Amazon Video, Vudu, Google Play, e Disney Movies Anywhere, em 10 de abril de 2015.

### Relançamento em 3D
Em 28 de setembro de 2010, foi anunciado que todos os seis filmes da franquia seriam convertidos em 3D, e relançados em ordem cronológica, começando com A Ameaça Fantasma que foi lançado em 10 de fevereiro de 2012. Ataque dos Clones seria relançado em  20 de setembro de 2013, mas foi adiado devido ao desejo da Lucasfilm de se concentrar em Star Wars: O Despertar da Força. No entanto, a versão em 3D do filme foi apresentada na Celebration Europe II em julho de 2013.

### Produtos derivados

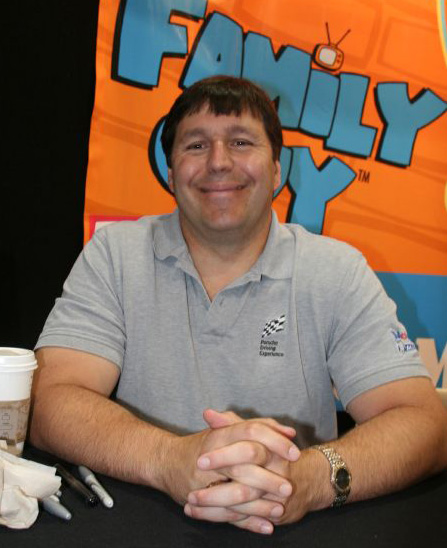
O autor de fantasia, R. A. Salvatore, escreveu o romance oficial do filme.

Junto com o filme foi lançado inúmeros derivados, tais como o video game, Star Wars Jedi Starfighter, cento e oitenta cartas de baralho colecionáveis da Wizards of the Coast, a novelização júnior por Patricia Wrede, o romance Aprendiz Mercenário, que reconta a trama através dos olhos de Boba Fett; o romance gráfico de Ataque dos Clones, Monopoly, Lego, mouse pads, capas de celulares Nokia, fantasias e um jogo de tabuleiro da Ravensburger.
Ataque dos Clones também revolucionou o mundo dos brinquedos, porque pela primeira vez, os bonecos são reproduções fiéis dos personagens. A empresa Gentle Giant, trouxe uma bateria de scanner que quando disparada digitaliza qualquer personagem. Então, os técnicos da empresa puderam reproduzir em três dimensões uma miniatura perfeita do modelo original. A Hasbro, produziu a partir de 2002 a 2004, uma série dedicada exclusivamente ao filme com trinta e duas figuras, vinte e uma estatuetas de luxo, dois monstros, dezesseis veículos e treze conjuntos de acessórios.
O romance oficial do filme, Star Wars Episódio II: Ataque dos Clones, é escrito pelo autor Robert Anthony Salvatore, que conversou longamente com George Lucas.

## Recepção

### Bilheterias
O filme arrecadou US $ 310.676.740 na América do Norte e US $ 338.721.588 no exterior para um total mundial de US $ 649.398.328 milhões. Apesar de ser um grande sucesso financeiro, foi ofuscado pela bilheteria maior de A Ameaça Fantasma três anos anteriores. Não foi o filme de maior bilheteria do ano, tanto na América do Norte (onde terminou em terceiro lugar) ou em todo o mundo (onde foi o quarto), a primeira vez que um filme de Star Wars não têm esta distinção. Na América do Norte foi superado pelo Homem-Aranha e O Senhor dos Anéis: As Duas Torres, ambos receberam uma recepção da crítica menos favorável também. Em todo o mundo, foi superado por Harry Potter and the Chamber of Secrets, embora Ataque dos Clones superou Chamber of Secrets na América do Norte. É também a quarta maior abertura numa quinta-feira na América do Norte, arrecadando US$ 30 milhões em sua abertura. Está no top 10 dos maiores arrecadamentos na sexta-feira (para filmes que não estreou no dia), na América do Norte. Ajustado pela inflação, Ataque dos Clones é o mais baixo desempenho live-action de um filme de Star Wars nas bilheterias da América do Norte, embora ainda está entre os 100 filmes de maior bilheteria de todos os tempos, quando ajustado pela inflação. Ele vendeu cerca de 52,012,300 bilhetes nos EUA em sua estréia original. Arrecadou US $ 4 milhões no Brasil e 1 milhão em Portugal.

### Reação da crítica
O site agregador de críticas, Rotten Tomatoes, relata um índice de aprovação de 66% e uma média de 6.7 / 10 para o filme baseado em 242 opiniões, com o consenso geral sendo: "Star Wars Episódio II: Ataque dos Clones se beneficia de uma maior ênfase na ação eletrizante, embora eles estejam novamente prejudicados por furos no roteiro e personagens subdesenvolvidos". No Metacritic, o filme mantém uma pontuação de 54 em 100 com base em 39 comentários, que indica "críticas mistas ou média".
Numerosos críticos caracterizaram os diálogos como "rígidos" e "rasos". As atuações (particularmente a de Christensen e Portman) também foram criticadas por alguns especialistas. Por outro lado, outros críticos disseram que os fãs ficariam satisfeitos em ver que Jar Jar Binks tem um papel menor. Além disso, as tentativas de Jar Jar como alívio cômico vistas em A Ameaça Fantasma foram atenuadas; em vez disto, C-3PO repetiu algumas das suas tradições de trapalhão neste papel. James Berardinelli do ReelViews.net fez uma revisão positiva, dizendo: "em um momento em que, mais frequentemente do que nunca as sequelas decepcionam, é refrescante descobrir algo de alto perfil que cumpre a promessa de seu nome e acrescenta mais um título ao lendário legado."
Outro elogio positivo foi dado pelo crítico brasileiro, Pablo Villaça, que deu quatro estrelas em cinco para o filme dizendo:

Star Wars: Episódio 2 – Ataque dos Clones é uma experiência cinematográfica fabulosa: ao longo da projeção, o espectador é mergulhado em um universo rico em formas, cores e sons, esquecendo-se completamente de que nada daquilo é real, mas apenas uma série de "uns" e "zeros" codificados por computadores. O resultado é que, durante o filme, nós aplaudimos mentalmente (e, em certos momentos, também com as mãos) a proeza tecnológica realizada pela equipe de George Lucas. É verdade que, quando as luzes do cinema se acendem e começamos a pensar sobre o que vimos, percebemos que o roteiro não é dos melhores e que a famosa história de amor entre Anakin e Padme é terrivelmente conduzida – no entanto, Ataque dos Clones não é um filme para ser "pensado", mas sim "sentido".
Roger Ebert que elogiou todos os filmes anteriores de Star Wars, deu ao Episódio II apenas duas de quatro estrelas, observando, "[Como] alguém que admirava a frescura e energia dos filmes anteriores, fiquei espantado no final do Episódio II, ao perceber que eu não tinha ouvido uma linha de diálogo citável, memorável. Sobre o relacionamento de Anakin e Padmé, Ebert declarou: "Não há uma palavra romântica que eles trocam que há muito tempo foi reduzida a um clichê." Leonard Maltin, que também gostava de todos os filmes anteriores, concedeu somente duas estrelas de quatro para Ataque dos Clones, como pode ser visto em seu Movie and Video Guide, edição de 2002. Maltin citou a "história muito longa" como motivo de sua insatisfação e acrescentou:"personagens de tábua e diálogos não ajudam."

### Prêmios e indicações
Seguindo o exemplo dos filmes anteriores, Ataque dos Clones foi nomeado ao Oscar de Melhores Efeitos Visuais, no Academy Awards 2003, mas o prêmio foi para O Senhor dos Anéis: As Duas Torres. Venceu o BMI Film & TV Awards de Melhor Música, dois Saturn Awards de Melhores Figurinos e Melhores Efeitos Visuais, sendo indicado a Melhor Filme de Ficção-Científica, Melhor Diretor (George Lucas), Melhor Atriz (Natalie Portman), Melhor Jovem Ator ou Atriz (Hayden Christensen) e Melhor Trilha Sonora (John Williams). Também venceu o Empire Awards de Melhor Cena para o duelo entre Yoda e Dookan. Natalie Portman foi homenageada no Teen Choice Awards, onde o filme foi indicação a Melhor Drama, Melhor Ator em Filme de Drama (Hayden Christensen) e Melhor Química (Christensen e Portman), e o filme recebeu um prêmio de Melhor Luta no MTV Movie Awards e foi indicado a Melhor Desempenho Virtual (Yoda) e Melhor Sequência de Ação (Batalha na Arena). Outras indicações recebeidas foram: O Phoenix Film Critics Society Awards de Melhores Efeitos Visuais, Satellite Awards de Melhores Figurinos (Trisha Biggar) e o World Soundtrack Awards de Melhor Trilha Sonora (John Williams).
Em contraste, o filme também recebeu sete indicações ao Framboesa de Ouro de Pior Filme, Pior Diretor (George Lucas), Pior Roteiro (George Lucas), Pior Ator Coadjuvante (Hayden Christensen), Pior Atriz Coadjuvante (Natalie Portman), Pior casal na tela (Hayden Christensen e Natalie Portman) e pior Remake ou Sequela. Ele levou para casa dois prêmios de pior Roteiro (George Lucas) e pior Ator Coadjuvante (Hayden Christensen).